# Muzeul Colecțiilor de Artă

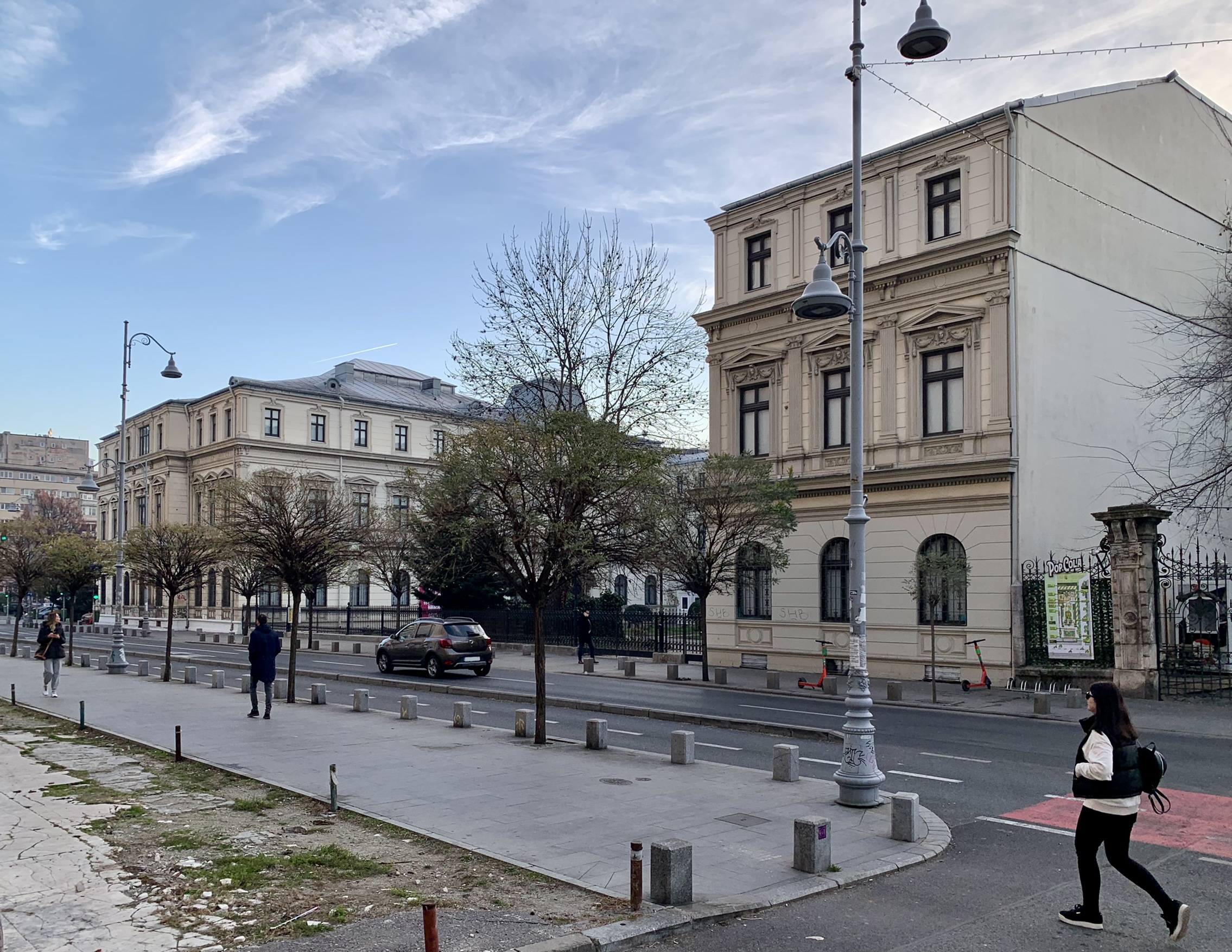
Muzeul în ianuarie 2023

Muzeul Colecțiilor de Artă este o filială a Muzeului Național de Artă al României, cu sediul in Calea Victoriei nr.111, București, in fostul Palat Romanit.
Muzeul conține 44 de colecții donate statului român incepând cu 1927 de către familiile: Hurmuz Aznavorian, Dumitru și Maria Ștefănescu, Josefina și Eugen Taru, Emanoil Romulus Anca și Ortansa Dinulescu Anca, Mircea Petrescu și Artemiza Petrescu, Sică Alexandrescu, Clara și Anatol E. Baconsky, Sorin Schachter, Céline Emilian Marcu Beza - Hortensia și Vasile Beza, Alexandra și Barbu Slătineanu ș.a. 
Muzeul găzduiește colecții in cele trei corpuri ale clădirii: lucrări de artă românească modernă, artă românească populară, lucrări de pictură, grafică, sculptură și artă decorativă de proveniență occidentală sau orientală. 
Din 1986 până în 2009, muzeul a fost deschis parțial pentru public. După ample lucrări de restaurare, Muzeul Colecțiilor de Artă a fost redeschis in iunie 2013.

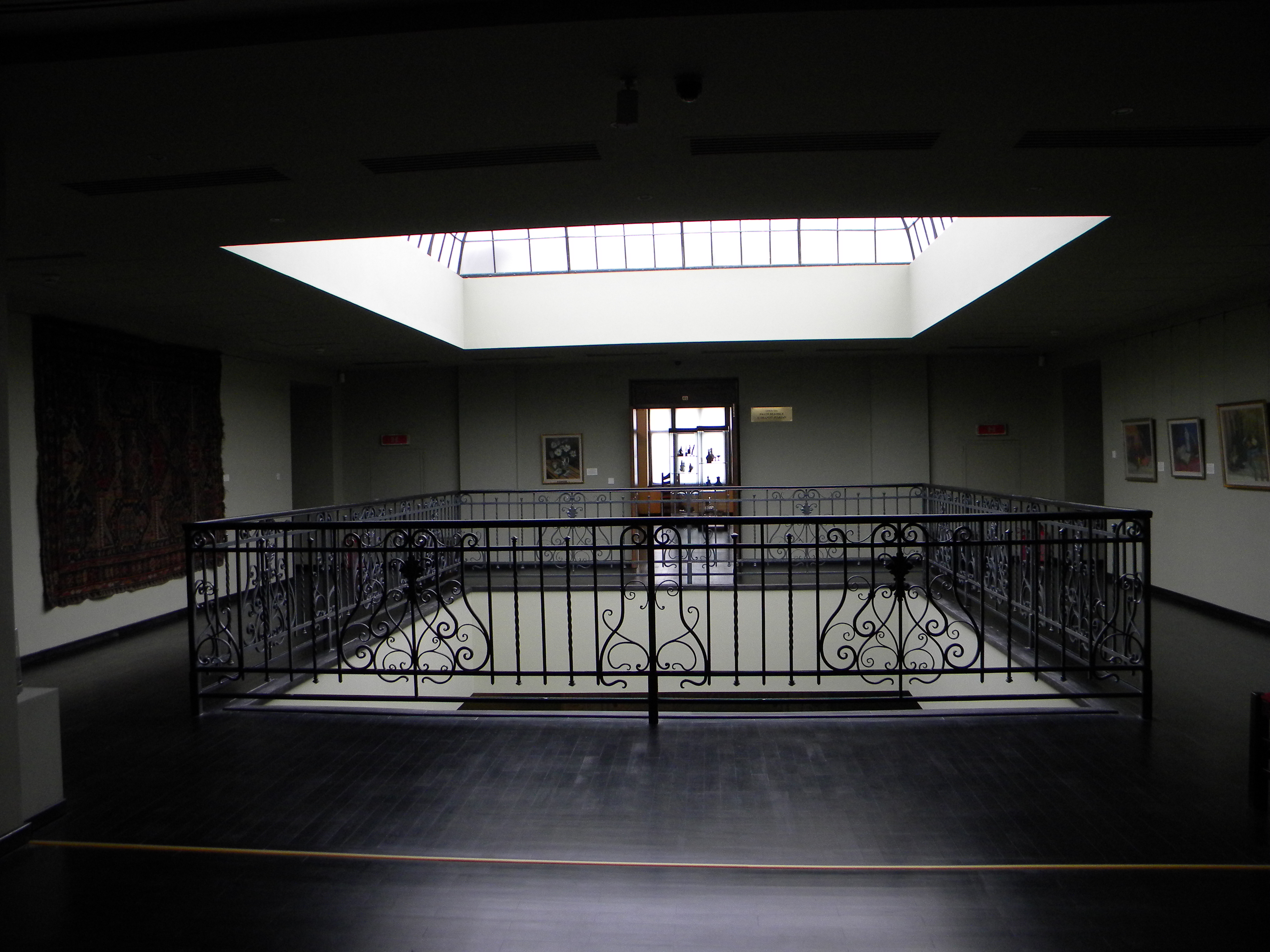
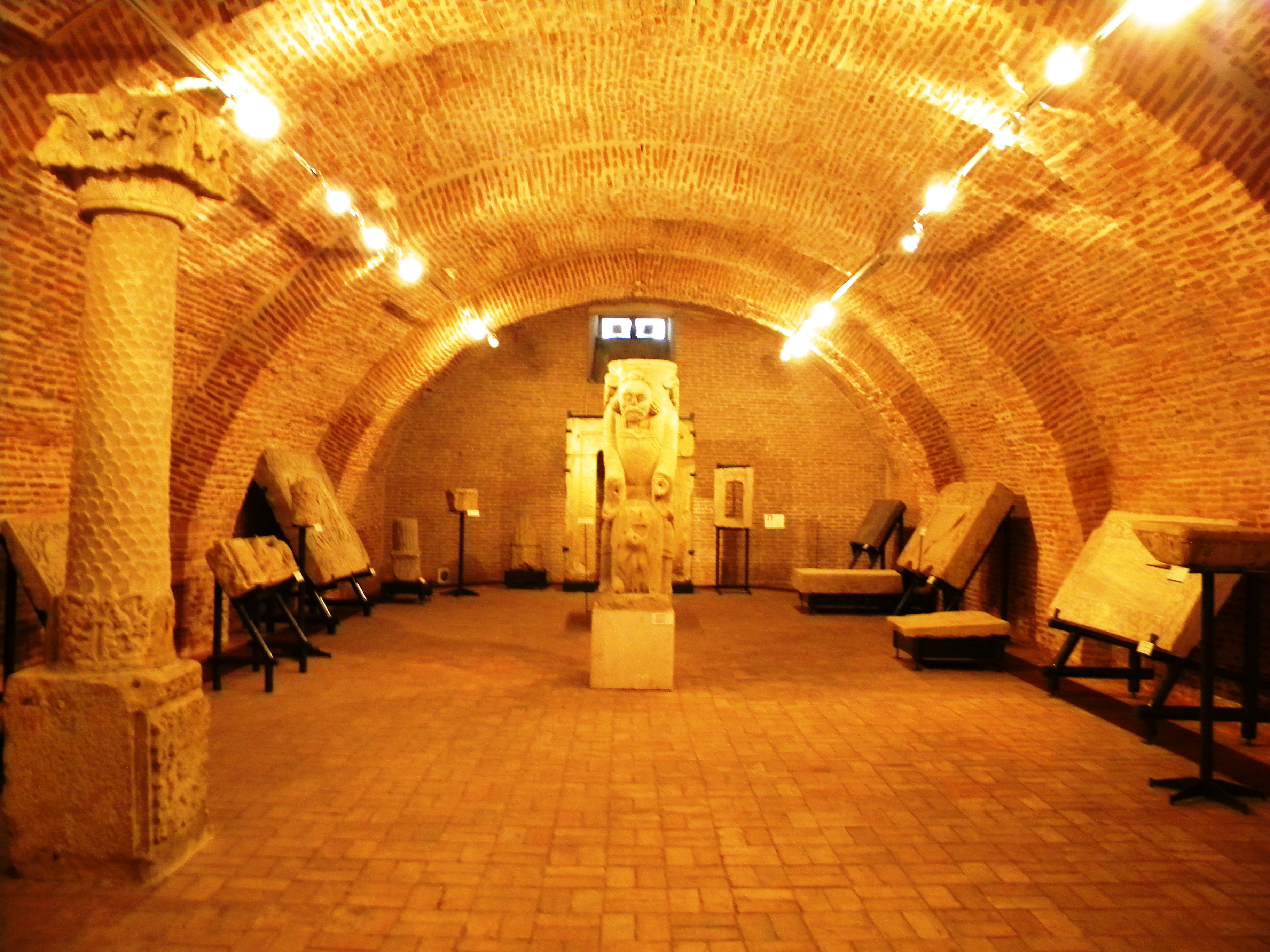
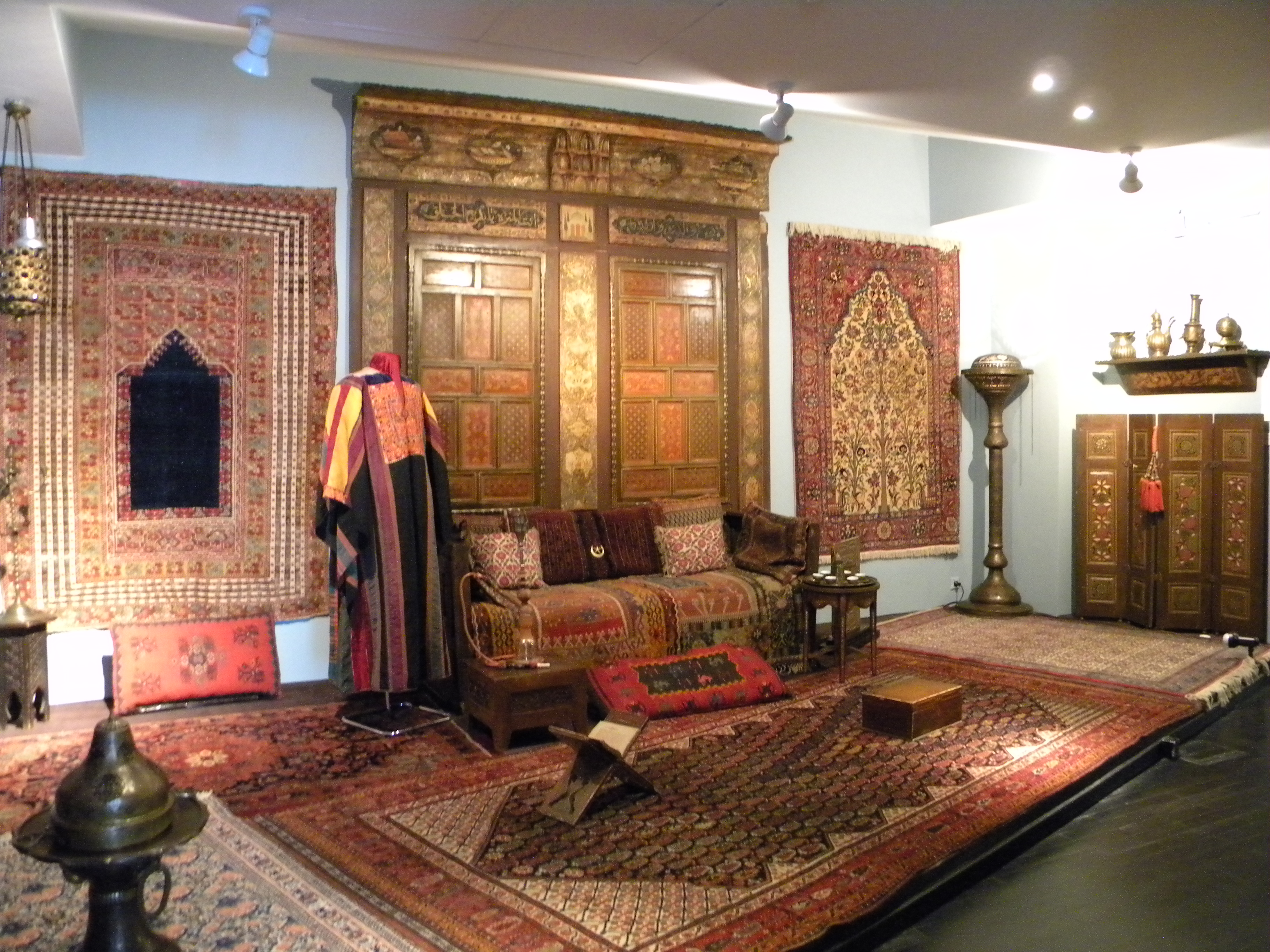
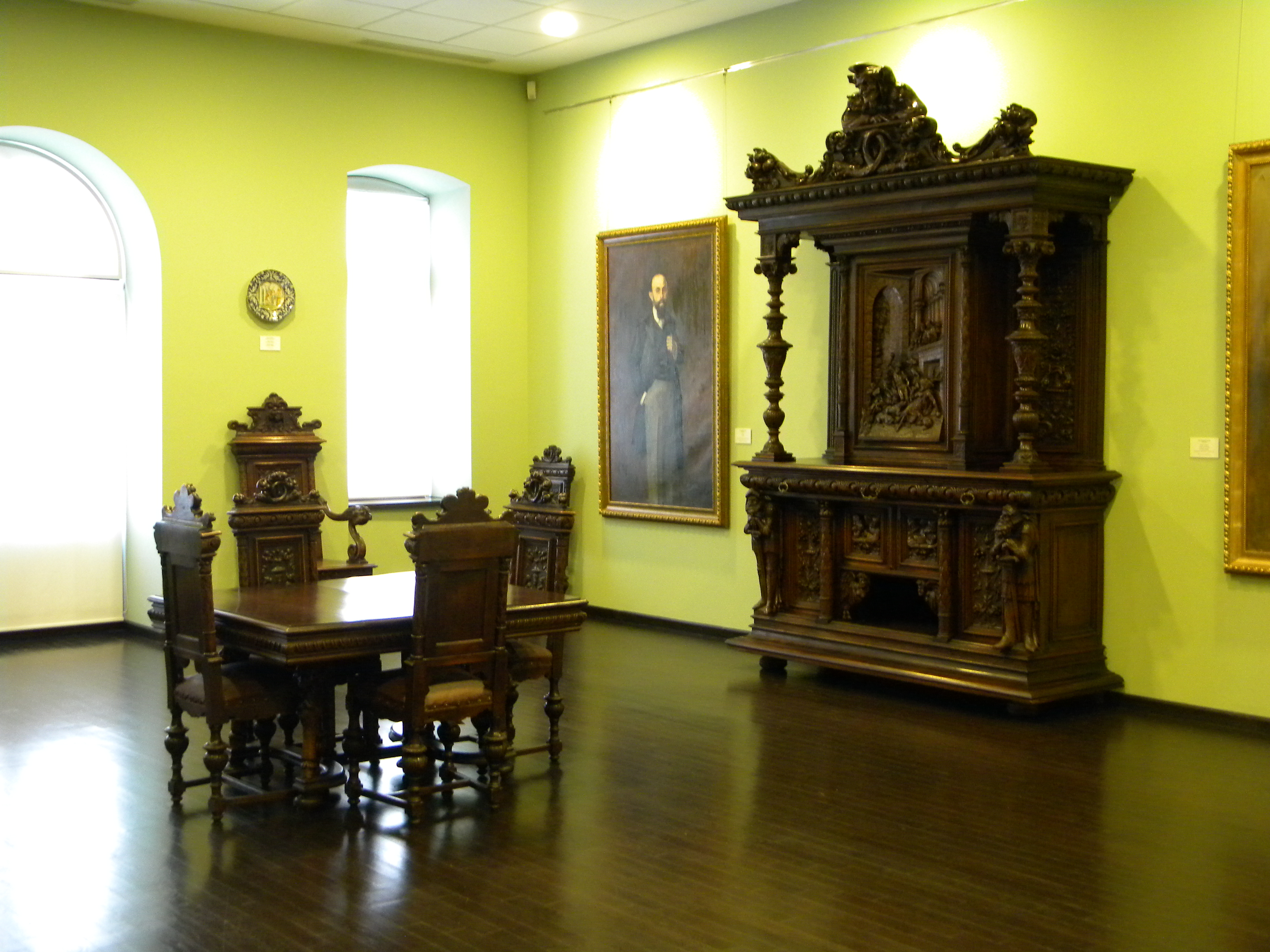
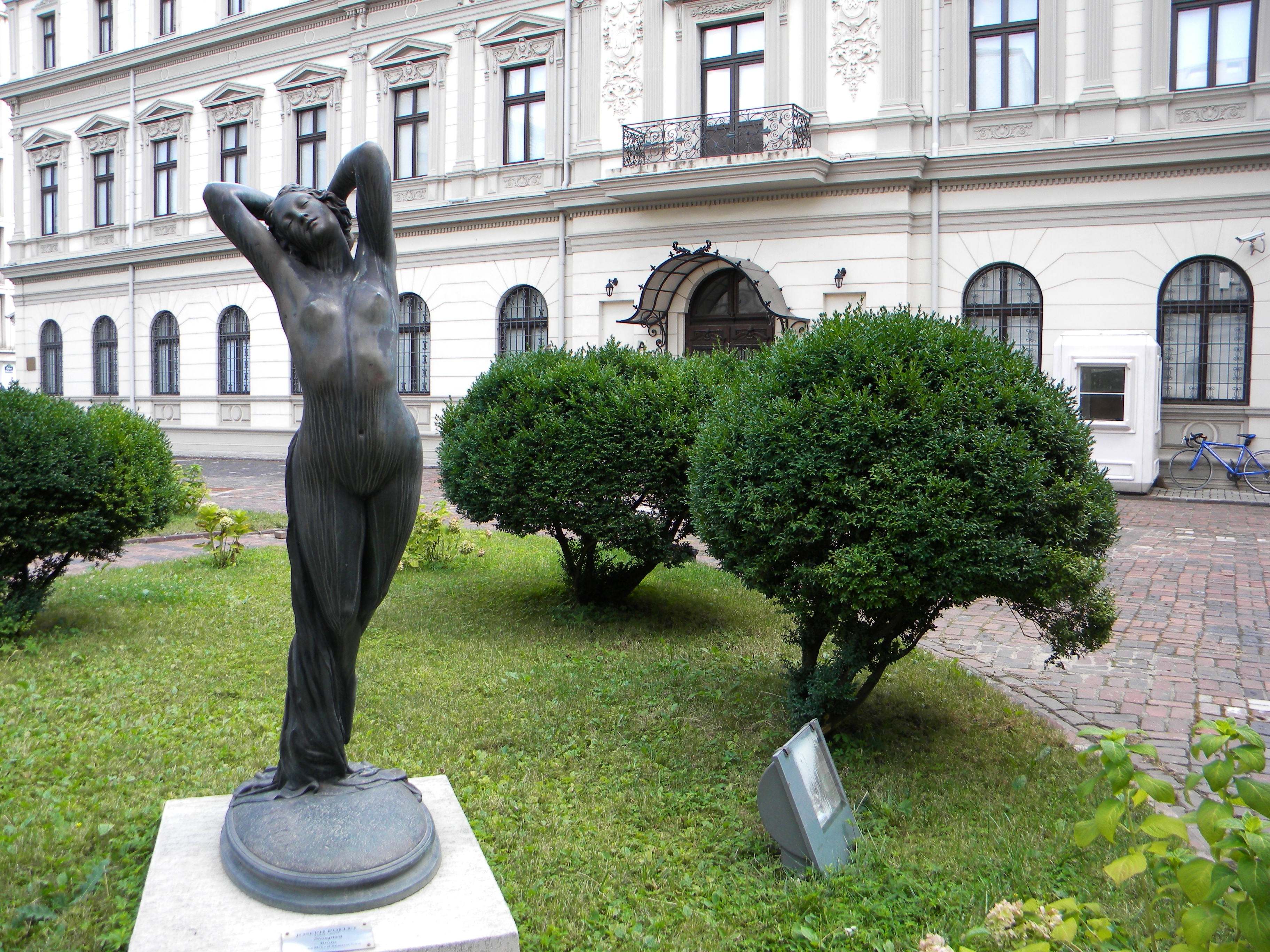